# Amt Lebus
La comunità amministrativa di Lebus (Amt Lebus) si trova nel circondario del Märkisch-Oderland nel Brandeburgo, in Germania.

## Geografia fisica
La comunità confina ad ovest con la comunità di Seelow-Land, a nord con la comunità di Golzow, ad est con la Polonia ed a sud con la città extracircondariale di Francoforte sull'Oder.

## Società

### Evoluzione demografica
- Sviluppo della popolazione dal 1875 entro gli attuali confini (Linea Blu: Popolazione; Linea puntata: Confronto dello sviluppo della popolazione dello stato del Brandenburgo; Sfondo grigio: Ai tempi del governo nazista; Sfondo rosso: Al tempo del governo comunista)
- Sviluppo recente della popolazione (Linea blu) e previsioni

| Anno | Abitanti |
| ---- | -------- |
| 1875 | 8 118    |
| 1890 | 7 790    |
| 1910 | 6 213    |
| 1925 | 7 467    |
| 1939 | 6 717    |
| 1950 | 7 381    |
| 1964 | 6 715    |

| Anno | Abitanti |
| ---- | -------- |
| 1971 | 6 620    |
| 1981 | 5 617    |
| 1985 | 5 483    |
| 1990 | 5 420    |
| 1995 | 5 658    |
| 2000 | 6 710    |
| 2005 | 6 769    |

| Anno | Abitanti |
| ---- | -------- |
| 2010 | 6 398    |
| 2015 | 6 083    |
| 2016 | 6 080    |
| 2017 | 6 085    |
| 2018 | 6 123    |
| 2019 | 6 079    |
| 2020 | 6 098    |

Fonti dei dati sono nel dettaglio nelle Wikimedia Commons..

## Suddivisione
Comprende 5 comuni:
- Lebus (città)
- Podelzig
- Reitwein
- Treplin
- Zeschdorf

Capoluogo e centro maggiore è Lebus.